# Étienne Balibar
Étienne Balibar (* 23. dubna 1942 Avallon) je francouzský filozof, řazený k postmarxismu. Věnuje se tématu nacionalismu. Národ je podle něj konstrukt, který má v moderním státě zastírat a stabilizovat reálné konflikty, například třídní.

## Život
V roce 1960 začal studovat École normale supérieure, kde se stal žákem Louise Althussera. Navštěvoval jeho slavný seminář věnovaný Marxovu Kapitálu v roce 1965, jehož výsledkem bylo kolektivní dílo Althussera a jeho žáků Lire le Capital, do něhož Balibar také přispěl, a to kapitolou O základních koncepcích historického materialismu.
V roce 1961 Balibar vstoupil do Komunistické strany Francie. V roce 1981 z ní byl vyloučen za kritiku imigrační politiky strany.
V roce 1987 získal doktorát z filozofie na Katholieke Universiteit Nijmegen v Nizozemsku. Habilitoval na Univerzitě Paříž 1 Panthéon-Sorbonne v roce 1993. Poté nastoupil na univerzitu Paříž X-Nanterre, kde se stal v roce 1994 profesorem. Od roku 2000 učil na Kalifornské univerzitě v Irvine. V současnosti působí v Centru pro výzkum moderní evropské filozofie na Kingston University v Londýně a jako hostující profesor na katedře francouzštiny a románské filologie na Kolumbijské univerzitě.
Jeho dcerou je herečka Jeanne Balibarová.

### Vyšlo česky
- Násilí a civilita, Rybka Publishers 2017
- Spinoza a politika, Karolinum 2017